# 2024년 세계 수영 선수권 대회
2024년 세계 수영 선수권 대회(아랍어: بطولة العالم للألعاب المائية 2024)는 2024년 2월 2일부터 2월 18일까지 카타르 도하에서 열린 세계 수영 선수권 대회이다.

## 개최지 선정
2024년 세계 수영 선수권 대회 개최 후보지는 중화인민공화국의 난징, 일본의 후쿠오카, 카타르의 도하가 후보가 되었다. 이중 후쿠오카는 2023년 세계 수영 선수권 대회 개최지가 되었다.
국제 수영 연맹은 2016년 1월 31일에 헝가리 부다페스트에서 열린 총회에서 카타르 도하를 2024년 세계 선수권 대회의 최종 개최지로 결정하였다.

## 경기장
- 애스파이어 돔
- 하마드 아쿠아틱 센터
- 알사드 종합 스포츠장
- 도하항

## 같이 보기
- 세계 수영 선수권 대회